# 大竹慎吾
大竹 慎吾（おおたけ しんご、1965年6月13日 - ）は、競輪選手。日本競輪選手会大分支部所属。日本競輪学校（当時。以下、競輪学校）第55期生。

## 来歴
大分県立日出高等学校時代、1982年及び1983年の国民体育大会・少年1kmタイムトライアル、並びに1983年の全国高等学校総合体育大会（インターハイ）の同種目でそれぞれ優勝。これらの実績を讃えられ、大分県民栄誉賞を1983年に受賞した。
その後、技能試験免除で競輪学校に入学。同校の在校競走成績は第3位（78勝）だった。
1985年5月11日、久留米競輪場でデビューし8着。初勝利は同年5月13日の同場。
1991年、高松宮杯競輪（大津びわこ競輪場）6位。ふるさとダービー（別府競輪場）4位。
1992年、全日本選抜競輪（岸和田競輪場）6位。ふるさとダービー（別府競輪場）2位。
1993年、日本選手権競輪（立川競輪場）決勝戦で、優勝の海田和裕に次いで2着でゴールしたが、海田後位で激しく競り合った伊藤公人とともに失格の判定を受けた。ふるさとダービー（玉野競輪場）7位。
1996年、共同通信社杯競輪（名古屋競輪場）3位。
2013年、高知競輪場開設記念初日11レースで、武田豊樹ら7選手が追走義務違反で失格となったが、その中の一人だった。その後、同年9月1日から3ヶ月間の斡旋停止処分を受けた。また、この影響を受け、2014年の下期（7月～12月）において、S級1班から一気にA級1班へと降級することになった。
2014年7月1日よりA級陥落。降級後の成績は3着以下が一度もなく、同年8月下旬に出走したホームバンクの別府競輪場、同年9月の福井競輪場といずれも完全優勝。続く富山競輪場で9月26日のA級決勝戦を制し、S級特進を果たした。加えて、49歳での9連勝特進は、2008年4月に達成した三和英樹の従前最年長記録である39歳を大きく上回るものであった。
2015年3月27日、豊橋FIで優勝。萩原操のS級最年長優勝記録（2014年、51歳1ヶ月9日）には及ばないものの、49歳9ヶ月での優勝を果たした。
2016年5月3日、50歳11ヶ月の年齢だった佐世保FIで優勝。萩原操に次いで、史上2人目となる、50歳以上のS級優勝を果たした。
2018年6月5日、特別昇級をかけた3着権利のレインボーカップA級ファイナルにて2着。52歳11ヶ月23日での特別昇級（S級特進）は最高齢記録となった。
2020年3月14日、松阪FII（モーニング）で優勝。A級1・2班を対象としたレースにおいて54歳9ヶ月1日での優勝は、史上最年長優勝記録となった（のち同年6月に萩原操が更新）。